# The Knights of the Blues Table
The Knights of the Blues Table – kompilacja nagrań bluesowych wykonawców, którzy rozpoczynali karierę w latach 60. Swoisty hołd dla pioniera brytyjskiego bluesa Alexisa Cornera. Płyta została wydana w 1997 roku.
1. K.C. Moan – Cyril Davies

2. Send for Me – Jack Bruce, Dave "Clem" Clempson

3. If You Live – Georgie Fame

4. Go Down, Sunshine – Duffy Power

5. Racketeer's Blues – Chris Jagger, Mick Jagger

6. Rocks in My Bed – Pete Brown, Dick Heckstall-Smith, Phil Ryan

7. Don't Let Me Be Misunderstood – Miller Anderson

8. Blind Man – Maggie Bell, Big Jim Sullivan

9. Traveling Riverside Blues – Peter Green, Nigel Watson

10. Drop Down Mama – Tony "TS" McPhee

11. I've Got News for You – Jack Bruce, Dave "Clem" Clempson

12. Nine Below Zero – Nine Below Zero

13. Judgement Day – The Pretty Things

14. Play on Little Girl/T-Bone Shuffle – Otis Grand,

15. One More Mile – Mick Clarke, Lou Martin

16. You Shook Me – Max Middleton, Mick Taylor